# Amphibulus orientalis
Amphibulus orientalis är en stekelart som beskrevs av Luhman 1991. Amphibulus orientalis ingår i släktet Amphibulus och familjen brokparasitsteklar. Inga underarter finns listade i Catalogue of Life.